# Cecilia Suárez
María Cecilia Suárez de Garay (Tampico, 22 novembre 1971) è un'attrice messicana con cittadinanza spagnola.

## Biografia
Dopo una laurea in arte drammatica all'Università statale dell'Illinois, inizia a lavorare in televisione recitando in alcune telenovelas. Grazie alla serie messicana Capadocia ha ricevuto una candidatura agli Emmy Awards. Il suo film più famoso è Le tre sepolture di Guillermo Arriaga (2005). Viene anche ricordata per essere la musa del regista Manolo Caro.

## Vita privata
Ha avuto una relazione con l'attore messicano Gael García Bernal. In seguito è stata legata a Osvaldo de León, dal quale ha avuto un figlio nel 2010.

## Filmografia parziale

### Film
- Cuba Libre, regia di Juan Gerard (2002)
- Fidel - La storia di un mito (Fidel), regia di David Attwood (2002)
- Sin ton ni Sonia, regia di Ernesto Contreras (2003)
- Puños rosas, regia di Beto Gómez (2004)
- Le tre sepolture (The Three Burials of Melquiades Estrada), regia di Tommy Lee Jones (2005)
- Un mundo maravilloso, regia di Luis Estrada (2006)
- The Air I Breathe, regia di Jieho Lee (2007)
- Párpados azules, regia di Ernesto Contreras (2007)
- Cinco días sin Nora, regia di Mariana Chenillo (2008)
- Nos vemos papa, regia di Lucía Carreras (2011)
- Tercera Llamada, regia di Francisco Franco (2013)
- Las oscuras primaveras, regia di Ernesto Contreras (2014)
- Macho, regia di Antonio Serrano (2016)

### Televisione
- Boston Legal – serie TV (2007)
- Mujeres asesinas – serie TV (2008)
- Capadocia (Capadocia: Un Lugar sin Perdón) - serie TV (2008–2012)
- Medium – serie TV (2009)
- El sexo débil – serie TV (2011)
- La casa de las flores - serie TV (2018-2020)
- Qualcuno deve morire (Alguien tiene que morir) – miniserie TV, 3 episodi (2020)
- Amore e vendetta - Zorro (Zorro) - serie TV, (2024)